# Takovite
La takovite (simbolo IMA: Tkv) è un minerale del supergruppo dell'idrotalcite, oltre che del gruppo dell'idrotalcite, con composizione chimica Ni6Al2(OH)16(CO3,OH) • 4(H2O).

## Etimologia e storia
Il minerale prende il nome dalla sua località tipo, Takovo, presso Gornji Milanovacin Serbia.

## Classificazione
Nella nona edizione della sistematica dei minerali di Strunz, aggiornata dall'Associazione Mineralogica Internazionale (IMA) fino al 2009, elenca la takovite nella classe "5. Carbonati (nitrati)" e da lì nella sottoclasse "5.D Carbonati con anioni aggiuntivi, con H2O"; questa è suddivisa in base alle dimensioni dei cationi coinvolti, in modo che il minerale possa essere trovato insieme a comblainite, desautelsite, reevesite, idrotalcite, piroaurite e stichtite, con le quali forma il sistema nº 5.DA.50.
Nel prosieguo di questa sistematica da parte del database "mindat.org", chiamata anche Classificazione Strunz-mindat", la takovite mantiene la sua catalogazione.
Nella Sistematica dei lapis (Lapis-Systematik) di Stefan Weiß, la takovite è elencata nella classe dei "nitrati, carbonati e borati" e nella sottoclasse "carbonati idrati, con anioni estranei", dove forma il sistema nº V/E.03 insieme a idrotalcite, stichtite, piroaurite, desautelsite, reevesite, comblainite, fougèrite, trébeurdenite, sergeevite, karchevskyite e putnisite.
Nella classificazione dei minerali secondo Dana, usata principalmente nel mondo anglosassone, la takovite si trova nella sezione nº 16b.6.3, ossia nella sottofamiglia dei "carbonati idrati contenenti idrossile o alogeno" dove forma il "gruppo dell'idrotalcite-sjögrenite (sottogruppo idrotalcite: romboedrico)" insieme a reevesite e comblainite.

## Abito cristallino
La takovite cristallizza nel sistema trigonale nel gruppo spaziale R3m (gruppo nº 166) con i parametri reticolari a = 3,0290(2) Å e c = 22,5995(15) Å, oltre a 0,375 (3/8) unità di formula per cella unitaria.

## Origine e giacitura
La takovite è stata trovata in bauxite carsica a contatto con calcare e serpentinite metamorfica (Takovo, Serbia) o come prodotto di alterazione di solfuri di nichel (Australia Occidentale).
Il minerale associato a diversi minerali a seconda del sito di ritrovamento: gibbsite e allofane (Takovo, Serbia); glaucosfaerite, népouite, gaspéite, paratacamite, nickeloan magnesite, gesso (Kambalda, Australia).
La takovite in Serbia è stata trovata solo a Takovo.
Altri ritrovamenti sono stati fatti a Poya (Nuova Caledonia); a Ortenaukreis e Waldshut (Germania); Iacobeni (Romania); nel distretto di Turgutlu (Turchia); nell'Oblast' di Mosca (Russia); a Lavreotiki e in Beozia (Grecia); nelle contee di Coolgardie, Leonora e Menzies (Australia); nella provincia di Zagora (Marocco).